# Магловити врх (планина)
Магловити врх (шп. Pico da Neblina) бразилска је планина која се налази у држави Амазонас, највећој држави Бразила, близу венецуелске границе. Магловити врх је уједно и највиши врх Бразила са надморском висином од 2.995 метара и налази се у истоименом националном парку, Магловити врх.

## Топоним
Планина је добила име по трајним маглама које окружују врх. Магле су га учиниле готово невидљивим за ретке становнике који су живели у овом региону, све до средине 20. века.

## Географија

### Локалитет
Магловити врх се налази у општини Санта Изабел до Рио Негро, у бразилској држави Амазонас, али је удаљен отприлике 180 км од центра града. Приступ је веома тежак, једино је могућ преко Амазоније, шумског пространства (прашуме) на северу Јужне Америке. Планина је под управом националног парка и резервата Јаномами, аутохтоног народа јужноамеричког подручја Венецуеле и Бразила. Најближи град је Сао Габриел да Кашоера, удаљен око 140 км, одакле започињу све експедиције према овој планини.
Планина се често сматра границом између Бразила и Венецуеле, али се врх у потпуности налази на бразилској територији. Планински врх „31 де Мако” (шп. Pico 31 de Março), смештен на удаљености од само 687 м од магловитог врха, налази се тачно на граници између две државе. Његова надморска висина је само 21 м нижа, односно 2.974 м.

## Геологија
Магловити врх припада Гвајанској висоравни и представља заостали глацијални рељеф састављен од пешчара, везаних седиментних стена (везани седимент) изграђених претежно од кластичних зрна. Сам врх је обликована стена пирамиде или зуба чија се надморска висина повећава од 100 па све до 2 000 м.

## Клима и вегетација
Температуре на самом врху варирају између 6 до 20 °C. Између 700 и 2000 м надморске висине, температуре се крећу од 20 °C ноћу до 28 °C током дана. Због географске ширине врха, температуре могу пасти испод 0 °C, али је то јако ретко, чак и ако се на врху не врше стална мерења. Поред тога, снег никада није примећен.
Најјаче кише примећују се до 1000 метара надморске висине, одржавајући високу влажност. Вегетацију чине велико дрвеће у врло густој тропској кишној шуми. Од 1000 до 1700 м надморске висине, дрвеће је средње величине, вегетација је проширенија, умерена и и шума је тајгастог типа. У овом делу клима је сувља што је повезано са чињеницом да се облаци ретко подижу изнад 1000 метара. Са 1.800 метара постоји само приземно растиње и подручје је готово трајно окружено измаглицама и маглама.

## Историја
Не постоји документ који показује када је ова планина откривена. Удаљеност и неприступачност планинског ланца, усред амазонске прашуме, у потпуно ненасељеном региону доказују немогућност да су врх открили Бразилци пре средине двадесетог века иако је локално становништво веровало да у том делу постоји планински венац. Поред тога, често присуство магле, због које је врх добио име, изостављало је његове шансе за видљивост.
Популарна легенда у Бразилу говори да је Марио Јуца, пилот компаније Панер до Бразил, 12. марта 1952. године, захваљујући разведреном небу, видео оно за шта је закључио да је највиши врх у региону. Супротно томе, Венецуеланци су знали за постојање овог врха којег су назвали Церо Јиме (шп. Cerro Jimé). Године 1954. када су Бразилци званично открили Магловити врх, подручје је било предмет венецуеланске експедиције коју је водио орнитолог Вилијам Хенри Фелпс Џуниорр. Планинарци нису успели да се попну до самог врха, али назив Cerro Phelps се и данас користи у знак почасти овом истраживачу.
Тих 1950-их још увек није било јасно да ли је планина на територији Бразила или Венецуеле. Тачна надморска висина, такође, није била позната. Из тог разлога се до 1965. године сматрало да је највиша тачка у Бразилу врх Баиндера (шп. Pico da Bandeira) 2892 м, смештена у државама Минас Жераис и Еспирито Санто на југоистоку. Заправо, ова планина се налази тек на трећем месту по надморској висини.
Топографска мерења које је 1965. године извршио Јосе Амбросио де Миранда Помбо користећи теодолит, геодетски инструмент за мерење хоризонталних и вертикалних углова, измерио је надморску висину од 3.014 м, али је 2004. године, картограф Марко Аурелио де Алмеида Лима, члан бразилске војне експедиције, користио ГПС да би добио меру од 2.993,78 м, који је потврдио бразилски институт за географију и статистику, агенција савезне владе. Године 2016. надморска висина је мало повишена на 2.995,30 м након новог мерења.

## Планинарење
Због своје локализације у националном парку, прилаз Магловитом врху је строго контролисан. Особе које желе планинарити морају добити посебну дозволу бразилског института за животну средину. Током планинарења специјални водич прати групу током експедиције. Планинарење траје четири дана и хитна медицинска помоћ има јако тежак приступ.
Највећа опасност по здравље је онкоцерцијаза, позната и као речно слепило. Ова зараза представља болест чији је узрок инфекција паразитским црвом Onchocerca volvulus. Међу симптомима се јављају снажан свраб, чворићи под кожом и слепило. Иако је ова зараза ретка, присутна је у овом региону због велике присутности инсеката који су заражени овим паразитом.

## Галерија
- Поглед на национални парк
- Поглед на Магловити врх
- Магловити врх